# Battle Beyond the Stars
Battle Beyond The Stars é um filme estadunidense de ficção científica dirigido por Jimmy T. Murakami e produzido por Roger Corman. É uma versão do filme estadunidense The Magnificent Seven que, por sua vez, é uma versão do filme japonês Os Sete Samurais, do diretor Akira Kurosawa. Tornou-se um cult movie.

## Enredo
O mundo agrícola Akir é ameaçado pelo tirânico senhor da guerra Sador, governante do Império Malmori. As partes do corpo de Sador estão se deteriorando e ele vive apenas roubando órgãos de outras pessoas. Sador exige que o pacífico Akira se submeta a ele quando ele retornar em "sete levantes". Zed, o último dos famosos Corsários Akira, sugere que eles contratem mercenários para protegê-los. Como Akir carece de recursos valiosos, seu povo pode oferecer apenas comida e abrigo como pagamento. Incapaz de ir pessoalmente, Zed oferece sua nave. Shad, um jovem que pilotou a nave e é bem conhecido por sua IA Nell, é voluntário.
Shad vai para a estação espacial do Doutor Hefesto, um velho amigo de Zed. A estação é povoada principalmente por andróides, exceto por dois humanos: Hefesto, cujos numerosos sistemas de suporte de vida o transformaram em um ciborgue, e sua bela filha Nanelia, que cuida dele e dos andróides. O médico quer que Shad acasale com sua filha, à força, se necessário. Shad convence Nanelia a ajudá-lo a escapar. Ela segue em sua própria nave; Embora não tenha armas, seus sistemas de computador altamente avançados podem ser úteis. Os dois se separaram para procurar mais mercenários.
Shad encontra Cowboy, um piloto de carga da Terra que é emboscado por Space Jackers enquanto entrega um carregamento de armas laser para o planeta Umateal. Shad salva Cowboy dos Jackers. Eles chegam a Umateal tarde demais para impedir a destruição do planeta pela nave principal de Sador, a Hammerhead, que está equipada com um conversor estelar. Sem combustível para carregar suas armas de volta para casa, Cowboy as oferece a Akir. Shad fala com Cowboy para compartilhar sua experiência com o Akira também.
Shad conhece um conjunto de cinco clones alienígenas que compartilham uma consciência de grupo chamada Nestor. Eles admitem que sua vida é incrivelmente monótona, já que toda a raça compartilha uma mente. Para se divertirem, eles enviaram cinco membros para se juntarem à causa de Shad. Nestor não exige pagamento, dizendo que são completamente autossuficientes. Em seguida, Shad recruta Gelt, um assassino rico que não pode se mostrar em nenhum planeta civilizado por medo de retaliação. Gelt oferece seus serviços em troca de poder viver pacificamente entre os Akira. No caminho de volta para Akir, Shad é abordado por Saint-Exmin da Valquíria. Ela é uma mulher teimosa que procura provar seu valor na batalha. Ela pilota o Dart, uma nave pequena, mas extremamente rápida, com poder de fogo aprimorado. Shad a acha irritante e deseja que ela vá embora, mas ela vai junto.
Ao passar pela Zona Lambda, a nave de Nanelia é atacada por uma criatura leve chamada "zyme" que é morta pela poderosa nave Gator de Cayman of the Lazuli. Cayman e sua equipe eclética de alienígenas são "zymers", que caçam zyme como os baleeiros caçam baleias. Depois que Cayman insinua que ele poderia cozinhá-la para obter proteína ou vendê-la, Nanelia acusa Cayman de ser tão cruel quanto Sador. Assustado e enfurecido com a menção do homem que destruiu seu mundo natal há muito tempo, Cayman se junta à causa deles pela promessa da cabeça de Sador. De volta a Akir, a irmã de Shad, Mol, é capturada pelos pilotos de Malmori Kalo e Tembo, com a intenção de estuprá-la. Quando Shad e Companhia retornam, sua abordagem assusta os Malmori e os levam a tentar escapar. Mol interfere em seus controles, permitindo a Gelt a oportunidade de destruir sua nave, matando todos os três. Na superfície do planeta, os heróis são recebidos com cautela pelos nativos, que desconfiam de espécies violentas. Quando Sador retorna, suas forças Malmori são interceptadas pelos guerreiros contratados de Shad. Gelt luta contra o Hammerhead, que o derruba. Shad insiste que Gelt seja enterrado com uma refeição recém-preparada, pois esse era o arranjo deles: uma refeição e um lugar para se esconder. Cowboy e Akira, que carrega o laser, afastam uma força terrestre Malmori apoiada por um tanque sônico. Muitas das tropas de Sador são mortas e seu tanque sônico é destruído; no entanto, muitos Akira também morrem, incluindo Zed.
Depois de sobreviver a uma tentativa de assassinato por Nestor, Sador lança o restante de sua frota em um ataque retaliatório contra Akir. Saint-Exmin faz um ataque a Hammerhead, então se explode, alcançando a morte gloriosa que ela procurava. Embora as forças aeroespaciais de Sador sejam exterminadas, Hammerhead elimina todos os mercenários restantes com disparos de bateria a laser e mísseis nucleares. Apenas Nell, pilotada por Shad e Nanelia, sobrevive ao ataque de Malmori. Avariada e incapaz de lutar, Nell é capturada pelo raio trator de Hammerhead. Nanelia e Shad ativam o programa de autodestruição de Nell e fogem em uma cápsula de fuga. Quando Sador ordena que Nell se renda, ela detona, fazendo com que seu Conversor Estelar saia pela culatra e desintegre Hammerhead. Enquanto Shad e Nanelia retornam a Akir, Nanelia se desespera com a morte de seus amigos. Shad compartilha com ela os ensinamentos do "Varda" de Akir: ninguém está realmente morto enquanto for amado e celebrado pelos vivos. Os Akira sempre se lembrarão dos sacrifícios feitos pelos mercenários, que serão para sempre honrados nas lendas de Akir.

## Elenco
- Richard Thomas – Shad
- Robert Vaughn – Gelt
- John Saxon – Sador
- George Peppard – Space Cowboy
- Darlanne Fluegel – Nanelia
- Sybil Danning – Saint-Exmin
- Sam Jaffe – Dr. Hephaestus
- Jeff Corey – Zed
- Morgan Woodward – Cayman de Lambda Zone
- Marta Kristen – Lux
- Earl Boen – Nestor 1
- John Gowens –  Nestor 2
- Lynn Carlin – Nell (voz), computador de Shad
- Larry Meyers – Kelvin 1
- Lara Cody – Kelvin 2.
- Steve Davis – Quepeg.
- Julia Duffy – Mol

## Prêmios e indicações

### Prêmios
Saturn Awards
- Desempenho excepcional: Sybil Danning - 1981

### Indicações
Saturn Awards
- Melhor filme de ficção científica: 1981
- Melhores efeitos especiais: 1981
- Melhor figurino: 1981
- Melhor maquiagem: 1981